# Gabinete Briand I
O Gabinete Briand I foi o ministério formado por Aristide Briand em 24 de julho de 1909 e dissolvido em 03 de novembro de 1910. Foi o 48º gabinete da Terceira República Francesa, sendo antecedido pelo Gabinete Clemenceau I e sucedido pelo Gabinete Briand II.

## Contexto
Durante seu governo, a maioria da Assembleia Nacional Francesa era hostil à greve dos servidores públicos. Em 1910, Aristide Briand denunciou uma greve nas ferrovias recentemente nacionalizadas, declarando-a um "crime de violência, desordem e sabotagem" . O novo Presidente do Conselho de Ministros foi descrito por seus adversários como uma “monstruosidade de flexibilidade”, considerado um corruptor da vida parlamentar.
Desejando formar um novo gabinete, Briand renunciou em 2 de novembro de 1910. O Presidente da República, Armand Fallières, imediatamente o encarregou de formar um novo governo, o que foi feito no dia seguinte.

## Composição
- Presidente da República: Armand Fallières
- Presidente do Conselho de Ministros: Aristide Briand
- Ministro dos Estrangeiros: Stephen Pichon
- Ministro da Justiça: Louis Barthou
- Ministro do Interior e Cultos: Aristide Briand
- Ministro da Guerra: Jean Brun
- Ministro das Finanças: Georges Cochery
- Ministro da Marinha: Augustin Boué de Lapeyrère
- Ministro da Instrução Pública e Belas Artes: Gaston Doumergue
- Ministro das Obras Públicas, Correios e Telégrafos: Alexandre Millerand
- Ministro da Agricultura: Joseph Ruau
- Ministro do Comércio: Jean Dupuy
- Ministro das Colônias: Georges Trouillot
- Ministro do Trabalho: René Viviani